# Mount Spetch
Der Mount Spetch ist ein 2579 m hoher Berg mit einer Schartenhöhe von 129 m im Südwesten der kanadischen Provinz British Columbia, im Squamish-Lillooet Regional District.

## Geographie
Der Mount Spetch liegt in den Coast Mountains im Joffre Lakes Provincial Park. Er ist Teil der Joffre Group, eines Teils der Lillooet Ranges, 25 km östlich von Pemberton, mitten zwischen dem Mount Matier und dem Slalok Mountain, die beide auf gegenüberliegenden Seiten des Spetch zu finden sind. Der nächsthöhere Berg ist der Mount Matier (2783 m). Die Abflüsse der Niederschläge am Berg fließen in den Joffre Creek und den Twin One Creek, beides Zuflüsse des Lillooet River.

## Geschichte
Der Name des Berges wurde von Karl Ricker vom Alpine Club of Canada vorgeschlagen, um Samuel W. Spetch zu ehren, welcher den Gemischtwarenladen in Birken und weitere Geschäfte in Pemberton betrieb. Der Name wurde am 23. Januar 1979 vom Geographical Names Board of Canada offiziell anerkannt. Die Erstbesteigung wurde 1971 durch J. Oswald und G. Walter ausgeführt.

## Klima
In Bezug auf die Klimaklassifikation nach Köppen und Geiger herrscht am Gipfel des Mount Spetch ein subarktisches Klima. Die meisten Wetterfronten stammen vom Pazifik und bewegen sich ostwärts auf die Coast Mountains zu, wo sie durch die Berge zum  Aufsteigen (Windstau) gezwungen werden, was wiederum dazu führt, dass die enthaltene Feuchtigkeit in Form von Regen oder Schnee abgegeben wird. Im Ergebnis führt das zu hohen Niederschlägen in den Coast Mountains, insbesondere zu starken Schneefällen im Winter. Die Temperaturen können unter −20 °C fallen, unter Berücksichtigung von Windchill-Einfluss unter −30 °C. Dieses Klima nährt den Matier Glacier am Nordhang des Berges. Die Monate Juli bis September bieten die besten Wetterbedingungen für einen Aufstieg.

## Kletterrouten
Am Mount Spetch sind folgende Kletterrouten etabliert:
- über die Ostseite – YDS-Klasse 3 – Aufstieg im Sommer über den Gletscher
- über die Nordwestflanke – Aufstieg im Winter durch Tiefschnee